# Catostylidae
Catostylidae é uma família de medusas da ordem Rhizostomeae.

## Géneros
- Acromitoides Stiasny, 1921
- Acromitus Light, 1914
- Catostylus L. Agassiz, 1862
- Crambione Maas, 1903
- Crambionella Stiasny, 1921
- Leptobrachia Brandt, 1838